# Gerhard Blümlein (Verlag)
Gerhard Blümlein & Co. (auch: G. Blümlein & Co. oder G. Blümlein) in Frankfurt am Main war eine Druckerei sowie ein Verlag mit überregionalen Aktivitäten.

## Geschichte

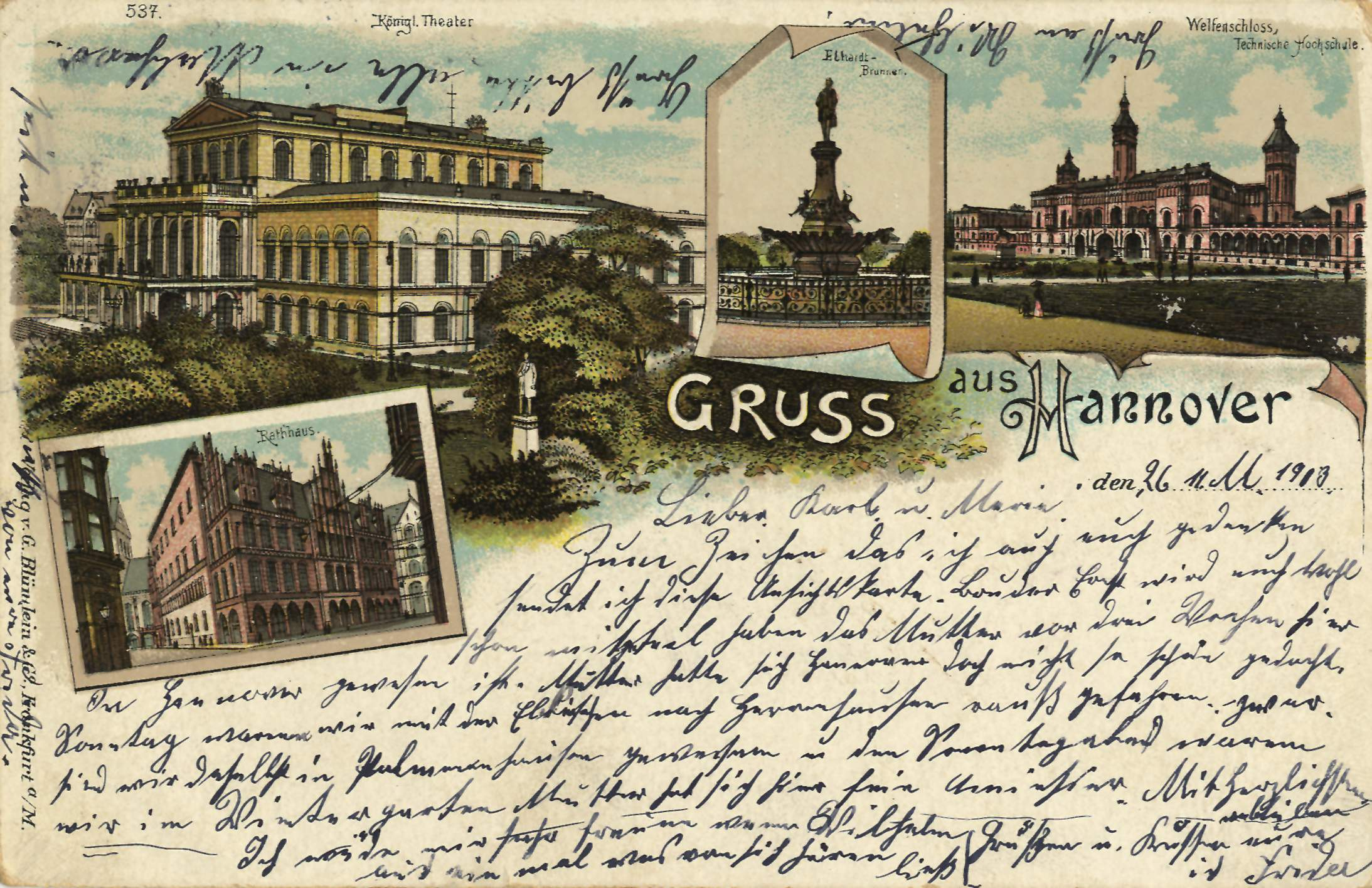
Nr. „537“: Lithografierte „Mehrbild“-Ansichtskarte mit Motiven aus Hannover, produziert um 1900

1864 wurde die Lithografische Anstalt Rau und Blümlein von dem Kaufmann Gerhard Blümlein (* 1836 in Winkel im Rheingau) und dem Lithografen Friedrich Rau gegründet. Ein  Jahrzehnt später hatte sich das Programm des Unternehmens erweitert: Das Adressbuch der Stadt Frankfurt am Main von 1877 erwähnte die Firma Gerhard Blümlein & Co. bereits als „Lithograph. Anstalt, Buch- und Steindruckerei“, nachweisbar unter der seinerzeitigen Adresse Lersnerstrasse 21. Eigentümer waren Gerhard Johann Blümlein sowie sein Compagnon Friedrich Hölter.
Um 1900 produzierte das Unternehmen in unterschiedlichen Drucktechniken eigene, teilweise bildseitig nummerierte Ansichtskarten, wobei sich das Nummerierungs-System im Verlauf der Firmengeschichte offensichtlich nicht durchgängig einheitlich gestaltete. Für den eigenen Verlag hergestellte, meist farbig lithografierte „Mehrbildkarten“ zeigten oft künstlerisch gezeichnete Motive etwa aus Niedersachsen, Hessen, Baden-Württemberg, Schleswig-Holstein oder Rheinland-Pfalz. Auch für den seinerzeit nahestehenden Berufsstand der Fotografen reproduzierte Blümlein & Co. deren Werke, zum Teil als gebundene Bücher oder Broschüren, beispielsweise im Lichtdruck für den in Hannover tätigen Fotografen Karl Friedrich Wunder.
Für eine über Europeana angepriesene lithografierte Annonce von Circus Helena, Direktion Helene Althoff beansprucht der private Betreiber der holländischen Seite Circusmuseum.nl eigene Vervielfältigungsrechte für sich. 1929 trat die Druckerei G. Blümlein mit einem Werk auf, Den Delegierten zum 9. Deutschen Drucker Kongress am 21. u. 22. Juni 1929 gewidm. Frankfurt am Main.